# Talavera (Oklahoma)
Talavera es una comunidad al sur de la ciudad de Oklahoma City, Estados Unidos. Construida en la década de los noventa como localidad residencial de la capital del estado de Oklahoma. El nombre de la localidad se debe a la residencia de su promotora Rachel Odom en la ciudad española del mismo nombre Talavera de la Reina.
- Datos: Q5405074